# Nuoto ai Giochi della XI Olimpiade - 100 metri stile libero femminili
La competizione dei 100 metri stile libero femminili di nuoto dei Giochi della XI Olimpiade si è svolta nei giorni dall'8 al 10 agosto 1936 al Berlin Olympic Swim Stadium

## Risultati

### Batterie
8 agosto 1936 ore 15:00
Le prime tre di ogni serie più la migliore delle escluse furono ammesse alle semifinali.
| Pos. | Atleta          | Nazione       | Tempo  |
| ---- | --------------- | ------------- | ------ |
| 1    | Rie Mastenbroek | Paesi Bassi   | 1'06"4 |
| 2    | Gisela Arendt   | Germania      | 1'07"3 |
| 3    | Katherine Rawls | Stati Uniti   | 1'08"5 |
| 4    | Phyllis Dewar   | Canada        | 1'09"2 |
| 5    | Eva Arndt-Riise | Danimarca     | 1'10"1 |
| 6    | Margery Hinton  | Gran Bretagna | 1'13"0 |
| 7    | Rei Takemura    | Giappone      | 1'14"6 |
| 8    | Scylla Venâncio | Brasile       | 1'15"1 |

| Pos. | Atleta          | Nazione     | Tempo  |
| ---- | --------------- | ----------- | ------ |
| 1    | Willy den Ouden | Paesi Bassi | 1'08"1 |
| 2    | Evelyn de Lacy  | Australia   | 1'08"5 |
| 3    | Olive McKean    | Stati Uniti | 1'09"3 |
| 4    | Ilona Ács       | Ungheria    | 1'12"7 |
| 5    | Irene Pirie     | Canada      | 1'12"8 |
| 6    | Tsuneko Furuta  | Giappone    | 1'14"6 |

| Pos. | Atleta            | Nazione       | Tempo  |
| ---- | ----------------- | ------------- | ------ |
| 1    | Jeanette Campbell | Argentina     | 1'06"8 |
| 2    | Tini Wagner       | Paesi Bassi   | 1'08"9 |
| 3    | Piedade Coutinho  | Brasile       | 1'09"4 |
| 4    | Elvi Svendsen     | Danimarca     | 1'10"3 |
| 5    | Inge Schmitz      | Germania      | 1'10"9 |
| 6    | Vera Harsányi     | Ungheria      | 1'11"5 |
| 7    | Zilpha Grant      | Gran Bretagna | 1'12"1 |

| Pos. | Atleta           | Nazione            | Tempo  |
| ---- | ---------------- | ------------------ | ------ |
| 1    | Ragnhild Hveger  | Danimarca          | 1'09"6 |
| 2    | Kazue Kojima     | Giappone           | 1'11"0 |
| 3    | Olive Wadham     | Gran Bretagna      | 1'11"5 |
| 4    | Irma Schrameková | Cecoslovacchia     | 1'11"8 |
| 5    | Kitty Mackay     | Australia          | 1'13"8 |
| 6    | Helena Salles    | Brasile            | 1'16"2 |
| 7    | Yeung Sauking    | Repubblica di Cina | 1'22"2 |

| Pos. | Atleta         | Nazione     | Tempo  |
| ---- | -------------- | ----------- | ------ |
| 1    | Bernice Lapp   | Stati Uniti | 1'09"0 |
| 2    | Magda Lenkei   | Ungheria    | 1'09"9 |
| 3    | Margaret Stone | Canada      | 1'10"0 |
| 4    | Leni Lohmar    | Germania    | 1'10"3 |
| 5    | Renée Blondeau | Francia     | 1'10"9 |

### Semifinali
9 agosto 1936 ore 15:00
Le prime tre di ogni serie più la migliore delle escluse furono ammesse alla finale.
| Pos. | Atleta           | Nazione     | Tempo  |
| ---- | ---------------- | ----------- | ------ |
| 1    | Rie Mastenbroek  | Paesi Bassi | 1'06"4 |
| 2    | Gisela Arendt    | Germania    | 1'07"2 |
| 3    | Katherine Rawls  | Stati Uniti | 1'08"5 |
| 4    | Tini Wagner      | Paesi Bassi | 1'08"6 |
| 5    | Piedade Coutinho | Brasile     | 1'09"6 |
| 6    | Phyllis Dewar    | Canada      | 1'09"6 |
| 7    | Kazue Kojima     | Giappone    | 1'11"1 |
| 8    | Magda Lenkei     | Ungheria    | 1'12"1 |

| Pos. | Atleta            | Nazione       | Tempo  |
| ---- | ----------------- | ------------- | ------ |
| 1    | Jeanette Campbell | Argentina     | 1'06"6 |
| 2    | Willy den Ouden   | Paesi Bassi   | 1'06"7 |
| 3    | Olive McKean      | Stati Uniti   | 1'08"9 |
| 4    | Bernice Lapp      | Stati Uniti   | 1'09"6 |
| 5    | Evelyn de Lacy    | Australia     | 1'10"0 |
| 6    | Olive Wadham      | Gran Bretagna | 1'12"0 |
| 7    | Margaret Stone    | Canada        | 1'12"8 |
| 8    | Ragnhild Hveger   | Danimarca     | 1'14"0 |

### Finale
10 agosto 1936 ore 15:00
| Pos.    | Atleta            | Nazione     | Tempo  |
| ------- | ----------------- | ----------- | ------ |
| Oro     | Rie Mastenbroek   | Paesi Bassi | 1'05"9 |
| Argento | Jeanette Campbell | Argentina   | 1'06"4 |
| Bronzo  | Gisela Arendt     | Germania    | 1'06"6 |
| 4       | Willy den Ouden   | Paesi Bassi | 1'07"6 |
| 5       | Tini Wagner       | Paesi Bassi | 1'08"1 |
| 6       | Olive McKean      | Stati Uniti | 1'08"4 |
| 7       | Katherine Rawls   | Stati Uniti | 1'08"7 |